# جدولة (عمليات الإنتاج)
الجدولة هي عملية ترتيب ومراقبة وتحسين العمل وأعباء العمل في عملية الإنتاج أو عملية التصنيع. يتم استخدام الجدولة لتخصيص موارد المصنع والآلات وتخطيط الموارد البشرية وتخطيط عمليات الإنتاج وشراء المواد.
إنها أداة مهمة للتصنيع والهندسة، حيث يمكن أن يكون لها تأثير كبير على إنتاجية العملية.
في مجال التصنيع، يكون الغرض من الجدولة هو تقليل وقت الإنتاج والتكاليف، من خلال إخبار مصنع الإنتاج عند التنفيذ، مع الموظفين، وعلى المعدات. تهدف جدولة الإنتاج إلى زيادة كفاءة التشغيل وخفض التكاليف.
في بعض الحالات، قد تتضمن الجدولة ميزات عشوائية، مثل أوقات المعالجة العشوائية، تواريخ الاستحقاق العشوائي، أوزان عشوائية، وتعطل الجهاز العشوائي. في هذه الحالة، تتم الإشارة إلى مشاكل الجدولة باسم جدول عشوائية.
يمكن تعريف الجدولة على أنها «تحديد موعد ومكان كل عملية ضرورية لتصنيع المنتج». كما يتم تعريفه على أنه «تحديد الأوقات التي تبدأ فيها وتكمل كل حدث أو عملية تشتمل على إجراء». يتمثل الهدف الرئيسي للجدولة في: تخطيط تسلسل العمل بحيث يمكن ترتيب الإنتاج بشكل منظم حتى الانتهاء من جميع المنتجات بحلول التاريخ المحدد.

## نظرة عامة
الجدولة هي عملية ترتيب ومراقبة وتحسين العمل وأعباء العمل في عملية الإنتاج. تستخدم الشركات جدولة من السابق إلى المتقدم لتخصيص موارد المصنع والآلات وتخطيط الموارد البشرية وتخطيط عمليات الإنتاج وشراء المواد.
- التخطيط القادم هو تخطيط المهام من موارد التاريخ حتى تصبح متاحة لتحديد تاريخ الشحن أو تاريخ الاستحقاق.
- التخطيط السابق للمهام من تاريخ الاستحقاق أو التاريخ المطلوب لتحديد تاريخ البدء و/أو أي تغييرات في سعة المعاد.

تشمل فوائد جدولة الإنتاج ما يلي:
- تخفيض عملية التغيير.
- تخفيض المخزون، التسوية.
- خفض جهد الجدولة.
- زيادة كفاءة الإنتاج.
- تسوية تحميل العمل.
- الدقة  في تاريخ التسليم.
- معلومات في الوقت الحالي.

أدوات جدولة الإنتاج تتفوق بشكل كبير على أساليب الجدولة اليدوية القديمة. توفر هذه البرامج جدولة الإنتاج برسوم بيانية مهمة يمكن استخدامها للحصول بلمحة بصر على الطريقة الأفضل  لوضع العمل في الوقت الفعلي في مراحل الإنتاج المختلفة، ويتيح التعرف على نمط إنشاء فرص جدولة تلقائيًا والتي قد لا تكون واضحة بدون هذا العرض في البيانات.على سبيل المثال، قد ترغب إحدى شركات الطيران في تقليل عدد بوابات المطار المطلوبة لطائراتها، من أجل تقليل التكاليف، ويمكن أن تسمح برامج الجدولة لمصممي المشروع  بمعرفة كيفية القيام بذلك، من خلال تحليل الجداول الزمنية أو استخدام الطائرات أو تدفق الركاب.

## المفاهيم الأساسية في الجدولة
ومن السمات الرئيسية للجدولة الإنتاجية، والعلاقة بين كمية المدخلات وكمية المخرجات. المفاهيم الرئيسية هنا هي:
- لإدخال: المدخلات هي المنشآت واليد العاملة والمواد والأدوات والطاقة والبيئة النظيفة.
- إنتاج: الإنتاج هو ما يتم إنتاجه في المصانع سواء للمصانع الأخرى أو للمشتري النهائي. يخضع مدى إنتاج أي منتج داخل أي مصنع لتكلفة المعاملة.(transaction cost)
  - الإخراج داخل المصنع: إن ناتج أي منطقة عمل واحدة داخل المصنع هو مدخل إلى منطقة العمل التالية في هذا المصنع وفقًا لعملية التصنيع. على سبيل المثال، ناتج القطع هو مدخل إلى غرفة التقويس.
  - الإخراج للمصنع التالي: على سبيل المثال، ناتج مطحنة الورق هو مدخل إلى مصنع الطباعة. إنتاج مصنع البتروكيماويات هو مدخل إلى مصنع الأسفلت ومصنع لمستحضرات التجميل ومصنع للبلاستيك.
  - الناتج بالنسبة للمشتري النهائي: يذهب إنتاج المصانع إلى المستهلك عن طريق شركة خدمات مثل بائع تجزئة أو شركة لرصف الأسفلت.
  - تخصيص الموارد: تخصيص الموارد هو تعيين المدخلات لإنتاج المخرجات. والهدف هو تعظيم الإنتاج باستخدام مدخلات معينة أو لتقليل كمية المدخلات لإنتاج المخرجات المطلوبة.

## مبادئ الجدولة
مبدأ حجم المهمة المثلى: يميل الجدولة إلى تحقيق أقصى قدر من الكفاءة عندما تكون أحجام المهام صغيرة، وجميع المهام بنفس الترتيب من حيث الحجم.
مبدأ خطة الإنتاج المثلى: يجب أن يكون التخطيط بحيث يفرض حملاً متساوياً على جميع النشآت. مبدأ التسلسل الأمثل: يميل الجدولة إلى تحقيق أقصى قدر من الكفاءة عند التخطيط للعمل بحيث تستخدم ساعات العمل عادة في نفس التسلسلز.

## المدخلات على الجدولة
- معايير الأداء: تساعد المعلومات المتعلقة بمعايير الأداء (الأوقات القياسية للعمليات) على معرفة السعة من أجل تعيين ساعات العمل المطلوبة للمرفق
- الوحدات التي يتم التعبير عن التحميل والجدولة.
- القدرة ال
- نمط الطلب ومدى المرونة التي سيتم توفيرها لأوامر الاندفاع.
- تداخل العمليات.
- جداول الوظائف الفردية.

## استراتيجيات الجدولة
تختلف استراتيجيات الجدولة بشكل كبير بين الشركات وتتراوح من «عدم جدولة» إلى مقاربات متطورة للغاية. يتم تجميع هذه الاستراتيجيات في أربع فئات:
- الجدولة التفصيلية: الجدولة التفصيلية للوظائف المحددة التي يتم الحصول عليها من العملاء غير قابلة للتطبيق في حالة التصنيع الفعلية. التغييرات في الطلبات، انهيار المعدات، والأحداث غير المتوقعة تحيد عن الخطط.
- الجدولة التراكميّة: الجدولة التراكميّة لحمولة العمل الإجمالية مفيدة خاصة للتخطيط البعيد المدى لاحتياجات السعة. هذا قد تحميل الفترة الحالية بشكل مفرط وتحت فترات المستقبل. لديها بعض الوسائل للسيطرة على الوظائف.
- التراكمي المفصل: الجمع التراكمي المفصل هو نهج عملي وعملي. إذا كان الجدول الرئيسي يحتوي على أجزاء ثابتة ومرنة.
- قواعد قرار الأولوية: قواعد قرار الأولوية هي جدولة أدلة يتم استخدامها بشكل مستقل وبالاقتران مع أحد الاستراتيجيات المذكورة أعلاه، أي أن الأولوية في أول الأمر. هذه مفيدة في تقليل المخزون العمل قيد التشغيل (WIP)

## أنواع الجدولة
يمكن تصنيف أنواع الجدولة على أنها جدول زمني متقدم وجدولة رجعية.

### الجدولة القادمة
يستخدم بشكل شائع في المحلات التجارية حيث يضع العملاء طلباتهم على أساس «الحاجة بأسرع وقت ممكن». تحدد الجدولة القادمة   أوقات البدء والانتهاء من مهمة الأولوية التالية عن طريق تعيينها في أقرب وقت متاح، ومن ذلك الوقت، تحدد متى ستنتهي المهمة في مركز العمل هذا. نظرًا لأن المهمة ومكوناتها تبدأ في أقرب وقت ممكن، فسيتم إكمالها عادة قبل أن يتم استحقاقها في مراكز العمل التالية في التوجيه. تولد الطريقة الأمامية في مخزون العملية المطلوب في مراكز العمل اللاحقة وتكلفة المخزون الأعلى. الجدولة الزمنية للأمام سهلة الاستخدام، ويتم إنجاز المهام في أوقات أقصر، مقارنة بالجدولة الخلفية.

### الجدولة السابقة
غالبًا ما يستخدم في صناعات نوع التجميع والالتزام مقدمًا بمواعيد تسليم محددة. تحدد الجدولة الزمنية السابقة أوقات البدء والانتهاء لمهام الانتظار من خلال تعيينها لأحدث الفواصل الزمنية المتاحة والتي ستمكّن كل مهمة من إكمالها تمامًا عند استحقاقها، ولكن يتم تنفيذها من قبل. من خلال تعيين الوظائف في وقت متأخر قدر الإمكان، تعمل الجدولة العكسيّة على تقليل المخزون نظرًا لعدم اكتمال المهمة إلى أن تنتقل مباشرةً إلى مركز العمل التالي عند توجيهها. يتم إظهار أساليب الجدولة الأمامية والخلفية في الشكل التالي. 

## خوارزميات الجدولة
قد تستغرق جدولة الإنتاج قدرًا كبيرًا من الطاقة الحاسوبية إذا كان هناك عدد كبير من المهام. لذلك، يتم استخدام مجموعة من الخوارزميات المختصرة (الاستدلال) (تعرف أيضًا باسم قواعد الإرسال):
- الخوارزميات العشوائية: مشكلة الجدولة الاقتصادية وكمية الإنتاج الاقتصادي
- خوارزميات ارشادية: تعديل تاريخ الاستحقاق جدولة مجريات الأمور والتحول عنق الزجاجة مجريات الأمور

## جدولة الإنتاج الدفعي

### خلفية
جدولة الإنتاج الدفعي هو ممارسة التخطيط وجدولة عمليات تصنيع الدفعي. على الرغم من أن الجدولة قد تنطبق على العمليات المستمرة تقليديًا مثل التنقية، إلا أنها مهمة بشكل خاص لعمليات الدفعات مثل تلك الخاصة بالمكونات النشطة الصيدلانية وعمليات التكنولوجيا الحيوية والعديد من العمليات الكيميائية المتخصصة. تشارك جدولة الإنتاج الدفعي بعض المفاهيم والتقنيات مع جدولة القدرة المحددة التي تم تطبيقها على العديد من مشاكل التصنيع. وقد ولدت القضايا المحددة لجدولة عمليات تصنيع الدُفعات اهتمامًا صناعيًا وأكاديميًا كبيرًا.

### الجدولة في بيئة معالجة الدُفعات
يمكن وصف عملية الدُفعة من خلال الوصفة التي تتضمن فاتورة المواد وتعليمات التشغيل التي تصف كيفية صنع المنتج. يوفر معيار التحكم في العملية دفعة ISA S88 إطارًا لوصف وصفة عملية الدفعية. يوفر المعيار تسلسلاً إجرائيًا للوصفات. يمكن تنظيم الوصفة في سلسلة من إجراءات الوحدة أو الخطوات الرئيسية. يتم تنظيم وحدة العمليات في العمليات، ويمكن تنظيم العمليات بشكل أكبر في مراحل.
- اشحن وخلط المواد A و B في مفاعل ساخن، قم بتسخينه حتى 80 درجة مئوية واتفاعل لمدة 4 ساعات لتكوين C.
- نقل إلى خزان المزج، إضافة المذيب D ، Blend 1hour. الصلبة C يترسب.
- أجهزة الطرد المركزي لمدة 2 ساعة لفصل C.
- تجف في مجفف صينية لمدة 1 ساعة.

قد تظهر منظمة إجرائية مبسطة على طراز S88 للوصفة كما يلي:
- وحدة الإجراء 1: رد الفعل
  - العملية 1: الشحن أ وب (0.5 ساعة)
  - العملية 2: المزج / الحرارة (ساعة واحدة)
  - العملية 3: عقد في 80C لمدة 4 ساعات
  - العملية 4: حل المضخة من خلال برودة لمزج الدبابة (0.5 ساعة)
  - العملية 5: النظيفة (1 ساعة)
- وحدة الإجراء 2: مزج الترسيب
  - العملية 1: تلقي الحل من المفاعل
  - العملية 2: إضافة مذيب، (0.5 ساعة) D
  - العملية 3: امزج لمدة ساعتين
  - عملية 4: مضخة إلى الطرد المركزي لمدة 2 ساعة
  - العملية 5: تنظيف (1 ساعة)
- وحدة الإجراء 3: الطرد المركزي
  - عملية 1: حل الطرد المركزي لمدة 2 ساعة
  - العملية 2: نظيفة
- وحدة الإجراء 4: حمل
  - العملية 1: تلقي المواد من أجهزة الطرد المركزي
  - العملية 2: تحميل مجفف (15 دقيقة)
- وحدة الإجراء 5: جاف
  - العملية 1: تحميل
  - العملية 2: الجاف (1 ساعة)

لاحظ أن الهدف من المؤسسة هنا هو التقاط العملية بأكملها للجدولة. قد تكون وصفة لأغراض التحكم في العمليات ذات نطاق ضيق.
معظم القيود التي وصفها Pinedo قابلة للتطبيق في معالجة الدفعات. تخضع العمليات المختلفة في الوصفة لقيود التوقيت أو الأسبقية التي تصف متى تبدأ و/أو تنتهي فيما يتعلق ببعضها البعض. علاوة على ذلك، لأن المواد قد تكون سريعة التلف أو غير مستقرة، قد يكون الانتظار بين العمليات المتعاقبة محدودًا أو مستحيلاً. قد تكون ثابتة فترات التشغيل أو أنها قد تعتمد على فترات العمليات الأخرى.
بالإضافة إلى معدات المعالجة، قد تتطلب أنشطة عملية الدفعية العمل والمواد والمرافق والمعدات الإضافية.

### تحليل دورة الزمن
في بعض الحالات البسيطة، يمكن أن يكشف تحليل الوصفة عن معدل الإنتاج الأقصى ووحدة تحديد المعدل. على سبيل المثال  أعلاه، عملياً إذا كان من المقرر إنتاج عدد من الدُفعات أو الكثير من المنتج ‘ج’ ، من المفيد حساب الحد الأدنى للوقت بين بدايات الدُفعة المتتالية (دورة الزمن).
في حل السمح بالبدء بدفعة قبل نهاية الدُفعة السابقة، يتم اعتماد الحد الأدنى للدورة الزمنية بالعلاقة التالية:
{\displaystyle CT_{min}={\begin{matrix}max\\j=1,M\end{matrix}}\lbrace \tau _{j}\rbrace }
عندما تكون CTmin هي أقصر دورة زمنية ممكنة لعملية إجراءات-وحدة هي المدة الإجمالية لإجراء وحدة jth. ويشار أحيانًا إلى وحدة العمل ذات المدة القصوى باسم عنق الزجاجة. تنطبق هذه العلاقة عندما يكون لكل وحدة وحدة معدات مخصصة واحدة.
إذا كانت وحدات المعدات الزائدة عن الحاجة متوفرة لإجراء وحدة واحدة على الأقل، يصبح الحد الأدنى للدورة:
{\displaystyle CT_{min}={\begin{matrix}max\\j=1,M\end{matrix}}\lbrace \tau _{j}/N_{j}\rbrace }
حيث Nj هو عدد المعدات الزائدة عن الحاجة لإجراء الوحدة j.
إذا أعيد استخدام المعدات في سير العملية، يصبح الحد الأدنى للدورة أكثر اعتمادًا على تفاصيل عملية معينة. على سبيل المثال، إذا استُبدل عملية التجفيف في المثال الحالي بتفاعل آخر، فإن الوقت الأدنى للدورة يعتمد على سياسة التشغيل وعلى الفترات النسبية للإجراءات الأخرى. في الحالات أدناه، يمكن أن تؤدي الزيادة في وقت الانتظار في الحصة إلى تقليل متوسط وقت الدورة الدنيا.

### تصور
يتم استخدام المخططات المتنوعة لمساعدة المنظمون على إدارة الجداول والقيود بشكل مرئي. مخطط جانت (Gantt) عبارة عن شاشة تعرض أنشطة على رسم بياني أفقي تمثل فيه الأشرطة وقت النشاط. فيما يلي مثال لمخطط جانت الخاص بالعملية في المثال الموضح أعلاه.
يشير مخطط زمني آخر يسمى أيضًا أحيانًا مخطط جانت إلى الوقت الذي يتم فيه الموارد الأساسية، مثل المعدات، مشغولة. توضح البيانات السابقة مخطط جانت هذا على أسلوب الإشغال.
الموارد التي يتم استهلاكها على أساس معدل، على سبيل المثال الطاقة الكهربائية، البخار أو العمل، عادة يتم عرضها كمخططات معدل الاستهلاك مقابل الوقت.

### طرق حسابية
عندما تصبح حالات الجدولة أكثر تعقيدًا، على سبيل المثال عندما تشترك عمليتان أو أكثر في الموارد، فقد يكون من الصعب العثور على أفضل جدول زمني. يقع عدد من مشاكل الجدولة الشائعة، بما في ذلك الاختلافات على المثال الموصوف أعلاه، في فئة من المشكلات التي يصعب حلها مع زيادة حجمها (عدد الإجراءات والعملياتزز.
وقد تم تطبيق مجموعة واسعة من الخوارزميات والأساليب لجدولة عملية الدفعية. تفترض الطرائق المبكرة، التي تم تنفيذها في بعض أنظمة MRP ، سعة غير محدودة وتعتمد فقط على وقت الدُفعة. مثل هذه الأساليب لا تمثل أي موارد، وستنتج جداول زمنية غير مجدية.
تتضمن أساليب البرمجة الرياضية صياغة مشكلة الجدولة كمشكلة تحسين حيث بعض الأهداف، على سبيل المثال، المدة الإجمالية، يجب التقليل منها (أو تعظيمها) مع مراعاة سلسلة من القيود التي يتم تحديدها عمومًا على أنها مجموعة من أوجه عدم المساواة والمساواة. قد يتضمن الهدف والقيود متغيرات صفر أو واحد (عدد صحيح) بالإضافة إلى العلاقات غير الخطية. يتم تطبيق محلول مناسب للمشكلة الخطية أو غير الخطية الناتجة المختلطة (MILP / MinLP) الناتجة. من الناحية النظرية مضمون النهج لإيجاد الحل الأمثل إذا كان موجودا. العيب هو أن خوارزمية solver قد تستغرق وقتًا غير معقول. قد يستخدم الممارسون التبسيط الخاص بالمشكلة في الصياغة للحصول على حلول أسرع دون القضاء على المكونات الهامة لنموذج الجدولة.
برمجة القيد هو نهج مماثل إلا أن المشكلة تصاغ فقط كمجموعة من القيود والهدف هو الوصول إلى حل معقول بسرعة. حلول متعددة ممكنة مع هذه الطريقة.